# Pig-heart Boy
Pig-heart Boy ist ein Jugendroman der britischen Autorin Malorie Blackman, der 1997 beim Verlag Doubleday veröffentlicht wurde und das ethische Dilemma einer Schweineherztransplantation behandelt.

## Inhalt
Das Herz des 13-jährigen Cameron wird durch eine Viruserkrankung schwer geschädigt, so dass er mit 13 auf eine Herztransplantation angewiesen ist, um zu überleben. Da menschliche Spenderherzen selten sind, bietet ein Ärzteteam unter der Leitung von Dr. Bryce Camerons Vater an, für seinen Sohn ein gentechnisch verändertes Schweineherz zu verwenden. Nach einigen Diskussionen und Überlegungen entscheiden Cameron und seine Eltern, diese erstmals durchgeführte Operation zu riskieren. Dr. Bryce ersucht die Familie, niemanden über den Eingriff zu informieren. Doch Cameron vertraut das Vorhaben seinem besten Freund Marlon an. Dieser bricht seinerseits das Versprechen, es niemandem weiterzuerzählen, indem er mit seiner Mutter darüber spricht, und Marlons Vater verkauft die Story schließlich aus finanziellen Gründen an eine Zeitung.
Das führt dazu, dass nach Camerons Operation ein Medienrummel einsetzt und der 13-Jährige und seine Eltern erfahren müssen, dass nicht jedermann es ethisch für vertretbar hält, Tiere zu töten, um Menschenleben zu retten. Auch in Camerons Klasse haben manche Mitschüler ein Problem damit, dass dieser nun ein Schweineherz besitzt.
Leider verlieren kurze Zeit darauf die Medikamente ihre Wirkung und Camerons Körper beginnt, das fremde Herz abzustoßen, so dass eine neuerliche Transplantation erforderlich ist. Cameron entscheidet sich zuerst gegen diesen zweiten Eingriff und vertraut seine Gedanken seinem noch nicht geborenen Geschwisterchen, das er Alex nennt, per Video-Kamera an. Seine Großmutter bittet ihn, um sein Leben zu kämpfen. Als sie selbst stirbt, entschließt sich Cameron doch zur zweiten Operation. Ob diese erfolgreicher verläuft als die erste, bleibt offen: In Camerons abschließender Video-Botschaft an Alex hofft er jedenfalls, mit dem in vier Monaten geborenen Baby Bekanntschaft machen zu können.

## Rezension
The Guardian urteilt über Pig-heart Boy: „Eine kraftvolle Geschichte über Freundschaft, Loyalität und Familie zu diesem aktuellen und kontroversen Thema.“ Der Daily Telegraph urteilt: „Eine fesselnde Geschichte.“ Nicholas Tucker schreibt in seiner Rezension: „Der bewegende, kluge und fesselnde Roman beschreibt mit viel Einfühlungsvermögen die Situation der afro-britischen Familie. Die Eltern halten fest zusammen, sind aber gegensätzlicher Meinungen was die ethischen Implikationen der Operation betrifft. Der Leser selbst kommt nicht umhin, sich die Pro- und Kontra-Argumente immer wieder vor Augen zu führen. Niemals in Zweifel steht hingegen Camerons Mut und Sensibilität, als er sich bemüht, zu tun, was das Beste ist – nicht nur für ihn, sondern auch für jene, die ihn lieben. Pig-heart Boy (‚Der Junge mit dem Schweineherzen‘) muss man einfach gelesen haben.“

## Auszeichnungen
Pig-heart Boy stand auf der Auswahlliste zur Carnegie-Medaille. 1998 gewann der Roman den UKRA Award, 1999 den Wirral Children’s Paperback of the Year Award.

## Referenzen
Pig-heart Boy wird in dem literarischen Nachschlagewerk 1001 Kinder- und Jugendbücher – Lies uns, bevor Du erwachsen bist! für die Altersstufe 12+ Jahre empfohlen.

## Ausgaben
- Pig-heart Boy. Doubleday, UK 1997 (englisch).

## Adaptionen
1999 produzierte die BBC eine sechsteilige TV-Serie, die im Jahr 2000 den BAFTA for the Best Children’s Drama erhielt.